# Salinas de Pisuerga
Salinas de Pisuerga és un municipi de la província de Palència a la comunitat autònoma de Castella i Lleó (Espanya). Comprèn les pedanies de Monasterio, Renedo de Zalima i San Mamés de Zalima.

## Demografia
| 1991 | 1996 | 2001 | 2004 |
| ---- | ---- | ---- | ---- |
| 294  | 296  | 280  | 337  |